# Jacques-Francis Rolland
Jacques-Francis Rolland (geboren 26. Juli 1922 in Albertville, Département Savoie; gestorben 4. Juni 2008 in Beauvais, Département Oise) war ein französischer Journalist und Schriftsteller.

## Leben und Wirken
Rolland war der Sohn des Schriftstellers Louis Rolland (1900–1959).
Beeinflusst durch seinen Vater trat Rolland ebenfalls in die Parti communiste français (PCF) ein. Dort machte er u. a. die Bekanntschaft von Edgar Morin, mit dem er zusammen ab 1942 als Mitglied der Résistance gegen die deutsche Besetzung kämpfte. Später engagierte er sich auch im Mouvement national des prisonniers de guerre et déportés und arbeitete mit Roger Vailland zusammen.
Nach der Befreiung bekam Rolland eine Anstellung als Journalist bei der kommunistischen Tageszeitung Ce Soir. Später holte ihn Jean Schalit in die Redaktion seiner wöchentlich erscheinenden Zeitschrift Action. Für beide Zeitungen berichtete Rolland als akkreditierter Journalist von den Nürnberger Prozessen.
1950 konnte Rolland in Paris seine Agrégation nachholen, um anschließend als Geschichtslehrer zu arbeiten. Ab 1956 fungierte er für drei Jahre als Feuilletonchef beim France Observateur. Seine Reportage über das Massaker in Tiflis brachte ihm eine „offizielle Verwarnung“ der PCF ein und sein Bericht über den Volksaufstand in Ungarn im November 1956 führte zum sofortigen Parteiausschluss.
Im Verlag Éditions du Seuil lernte Rolland u. a. den Journalisten Robert Lapoujade kennen und gehörte Anfang September 1960 zu den Unterzeichnern dessen Manifests der 121.
Rolland starb am 4. Juni 2008 in Beauvais und fand dort auch seine letzte Ruhestätte.

## Ehrungen
- 1984 Grand Prix du Roman für seinen Roman Un dimanche inoubliable près des casernes.
- 1990 Prix des Ambassadeurs für die Biographie Boris Savinkov. L'homme qui défia Lénine.

## Werke (Auswahl)
Autobiographie
- Jadis, si je me souviens bien. Félin, Paris 2009, ISBN 978-2-86645-708-2.

Biographie
- Boris Savinkov. L'homme qui défia Lénine. Grasset, Paris 1989, ISBN 2-246-27481-8.

Romane
- La chute de Barcelone. Galliamrd, Paris 1952.
- Le grand Pan est mort. Gallimard, Paris 1963.
- Le tango chinois. Gallimard, Paris 1970, ISBN 2-07-028378-X.
- Le grand capitaine. Un aventurier inconnu de l'épopée coloniale. Grasset, 1976 ISBN 9782246003427
- Un dimanche inoubliable près des casernes. Grasset & Fasquelle, Paris 1984, ISBN 2-246-33161-7.